# Najah Naffah
Najah Naffah est un ingénieur français spécialiste des réseaux d’ordinateurs et de systèmes bureautique. Il exerce depuis 2010, des missions de recherche et conseil sur les déploiements des nouvelles technologies (cloud, IA, blockchain, cybersécurité), dans divers secteurs d’activités

## Biographie
Après des études d'ingénieur civil au Liban, complété par une formation aux télécommunications à Télécom ParisTech, appelée à l'époque
ENST Ecole Nationale Supérieur des Télécommunications, Najah Naffah a commencé sa carrière à l’INRIA, en préparant un doctorat d’ingénieur, sous la direction d'Hubert Zimmermann, en tant que chercheur sur les réseaux d’ordinateurs, en particulier le projet Cyclades (réseau). Sous l'autorité de Louis Pouzin, il a développé le "Terminal-Paquet", ou TIPAC - Terminal Intelligent en mode paquet) basé sur un émulateur (fabriqué par TVT - filiale de Thomson) du terminal intelligent d’IBM 3270, pour gérer tous les protocoles de réseau (HDLC, Transport, Session et Présentation intégrant la notion de Terminal Virtuel). Ce qui était un sujet innovateur à l'époque, et non traité par le réseau ARPANET américain. Le terminal se comportait comme un Network Host, intégrant tous les protocoles de Cyclades (qui ont inspiré les modèles ISO de réseaux de système ouvert (Open System Interconection). Plus besoin d'utiliser des concentrateurs de terminaux pour leur offrir l'accès au réseau. (PS: cette intégration considérée comme révolutionnaire à l'époque, est généralisée aujourd'hui dans tous les smartphones - avec la différence que le terminal disposait de 256 octets de RAM et d'un espace de quelques dizaines de kilooctets pour les mémoires tampons, et instructions exécutables. Avec un OS style kernel temps réel développé from scratch. iOS, Android et Linux n'existaient pas). Tous les protocoles du réseau Cyclades (réseau) étaient intégrés, avec possibilité d'affichage sur un écran "mouchard" des paquets échangés - en différenciant entre paquets émis et paquets reçus. Ceci a transformé le TIPAC en station de test à chaque connexion de nouvel ordinateur, ainsi que de démonstrateur du réseau Cyclades, notamment à la conférence IFIP Congress 1977 in Toronto on Computer Networks.  Les développeurs, pouvaient examiner les séquences de caractères passant sur la ligne en temps réel, ce qui leur permettaient de détecter beaucoup plus facilement les problèmes de protocole. Ainsi, il prouve qu'un terminal simple ayant des ressources optimales et bien conçu sur le plan logiciel, peut gérer tous les  protocoles, et illustrer l'intérêt de la distribution de l’intelligence au niveau de la périphérie (qualifié  aujourd’hui de   Edge Computing ou architecture peer to peer, ouvrant la voie à la décentralisation). aujourd'hui, ce type de développement est généralisé dans tous les PC, les stations de travail ainsi que les Smartphones et Tablettes.
Dans le prolongement du projet Cyclades, l'INRIA lui confie ensuite la responsabilité d'un nouveau projet pilote (Kayak), sur les  systèmes de bureautique avancée (Office Information System). Sous sa direction, l'équipe du projet a abordé le concept du bureau du futur sur plusieurs fronts: la technologie, l'expérience utilisateur, la rentabilité et la gestion du changement, et la diffusion du savoir. Ces axes ont été confirmés lors d'une conférence internationale IFIP publiée dans "Proceedings of the IFIP TC-6 International Workshop on Integrated Office Systems--Burotics, organisé par l'IRIA, Versailles, France,  6-9 Novembre, 1979.    Le résultat phare du projet fut le poste de travail (le Buroviseur), 1ère station bitmap en Europe, avec une souris conçue en collaboration avec le Professeur Jean Daniel Nicoud (EPFL Lausanne), un réseau local (Danube) : câble coaxial, sur lequel sont raccordés des postes de travail, et des serveurs, basé sur le principe du CSMA-CD - inventé par Bob Metcalfe, réseau Ethernet.  Le Buroviseur () était équipé de reconnaissance vocale (limitée à quelques centaines de mots et une synthèse vocale, ainsi que de carte de composition téléphonique à partir d’un bottin et agenda, et de carte d'accès au réseau local sur lequel une passerelle X.25, permettait aux utilisateurs, de se connecter aux différents services Videotex, largement diffusés en France - réseau Minitel) . Tout ce que l'on trouve aujourd'hui dans un smartphone, était réalisé dans le buroviseur, à l'exception du réseau wifi qui n'était pas généralisé à l'époque. Sur le plan logiciel, le buroviseur intégrait un éditeur multimédia texte, et graphique, et un tableur (réf -document Kayak). Ce poste représentait à l’époque la plus grande intégration de fonctions intelligentes basées sur les techniques interdisciplinaires de génie logiciel, de systèmes distribuées, de réseaux locaux, d’impression, d’ergonomie et d’intelligence artificielle.   
Najah Naffah rejoint ensuite en 1984 le groupe Bull, comme responsable du département des études avancées, où il développe des projets de recherche européens (programme ESPRIT).  Ensuite, il est chargé de la ligne de produits Applications Bureautiques, où Il développe en particulier des produits de Gestion électronique des documents (ImageWorks), et Workflow (FlowPath). Ensuite, Bull lui a confié la création d'une business unit, Bull Multimedia, où il a développé des projets sur les autoroutes de l'information (prémisse de la vague Internet) et des applications multimedia (VOD) en collaboration avec les industriels japonais : NEC et DNP. 
En 1996, il rejoint le groupe Sabre, filiale d'American Airlines, où il dirige la filiale française, et lance des produits d’optimisation des revenus (Yield Management) dans le secteur de transport.  
En 2001, Il rejoint EDS, Electronic Data Systems, et prend la responsabilité du Business Process Outsourcing (BPO) pour l'Europe continentale en tant que Président.  Electronic Data Systems, était à l'époque le leader mondial du secteur, chez qui il passe neuf ans. Pendant cette période, il a été chargé de développer le business HRO dans le cadre d'une filiale commune EDS/Towers Perrin.
En 2010, à la suite de l'acquisition d'EDS par HP, il crée la société de conseil Naffah Consulting/TyrTeq , où il assume de nombreuses missions : direction générale du Groupe Prologue, lancement de startup sur la Blockchain (Blockchain Secure) et l'informatique quantique (Quantum Blockchain Secure).
Najah Naffah a été fait chevalier de l'ordre national du mérite en 1984. Il a reçu la même année le prix européen de la recherche[réf. nécessaire].